# 下今市駅
下今市駅（しもいまいちえき）は、栃木県日光市今市にある東武鉄道の駅である。駅番号はTN 23。当駅には日光線・鬼怒川線の両路線が乗り入れており、鬼怒川線は当駅を起点とする。

## 歴史
日光線延伸工事の進展に伴い、1929年（昭和4年）7月7日の新鹿沼 - 下今市間部分開通と同時に、暫定的な終点駅として開設された。駅名の由来は所在地自治体が「今市町」であった当時、上町・中町・下町の3つの字が存在し、当駅はこのうち「下町」地内に設置されたことによるものである。
開設当時は下野電気鉄道によって後に東武鬼怒川線となる同社藤原線（新今市 - 新藤原間）が既に開業しており、同社が1920年（大正9年）1月に東武鉄道の子会社となっていたこともあって、当駅開設と同時に藤原線大谷向 - 新今市間の当駅と隣接する箇所に「小倉町臨時停留場」を新設し、連絡運輸の便宜を図った。
さらに、1929年（昭和4年）10月1日には下今市 - 東武日光間が開通し、日光線全線が開通した。また同年10月22日より下野電気鉄道は藤原線大谷向以南の路線経路を一部変更、従来の起点駅であった国有鉄道日光線の今市駅に隣接する新今市駅を廃止し、当駅を起点駅とするよう改めた。ただし当時は、架線電圧1,500 V・軌間1,067 mmの東武日光線に対して、下野電気鉄道藤原線は架線電圧550 V・軌間762 mmと規格が全く異なっており、列車の直通運転は1931年（昭和6年）2月の藤原線全線1,067 mm改軌および架線電圧1,500 V昇圧工事完成を待って開始された。同時期に東武鉄道によって進められた鬼怒川温泉地区一帯の観光地化政策によって藤原線の輸送需要は年々向上し、当初浅草方面からの直通運転は臨時団体列車の運行時に限られていたものが、1935年（昭和10年）の優等列車用車両デハ10形電車の導入を機に週末運行の特急列車が藤原線へ直通運転を行うようになった。
太平洋戦争勃発に伴う戦時体制への移行の影響を受け、業績が低迷した下野電気鉄道は1943年（昭和18年）5月1日付で東武鉄道へ吸収合併され、同社藤原線は鬼怒川線と路線名称を変更した。終戦後の混乱期を脱し、観光需要が回復しつつあった1954年（昭和24年）5月1日より、日光線東武日光方面発着の列車と鬼怒川線新藤原方面発着の列車との併結運行が開始された。併結列車は全列車とも当駅にて分割・併合が行われ、この運行形態は2017年（平成29年）現在も継承されている。
2015年（平成27年）8月、東武鉄道は2017年度を目処に鬼怒川線内において蒸気機関車牽引列車（後にSL「大樹」と命名）の運行を開始する予定であることを発表した。翌2016年（平成28年）4月には運行拠点駅となる当駅の改修計画も発表され、駅構内に蒸気機関車の点検・整備拠点となる下今市機関区（下今市SL機関庫）を新設し、それら蒸気機関車関連施設の見学スペースを併せて設置するほか、駅舎については過去に蒸気機関車が運行されていた昭和時代をモチーフとするレトロ調のものへ全面改装することが決定した。また、JR西日本から長門市駅にあった転車台を譲受して設置することになった。
2017年（平成29年）4月に駅舎の改修工事が一部完成し供用を開始、以降同年5月に下今市機関区が開設されるなど順次整備が進められ、同年7月には駅舎改修工事竣工および駅構内にSL展示館・転車台広場が開設され、全ての工事が完了した。

### 年表
- 1929年（昭和4年）
  - 7月7日 - 日光線新鹿沼 - 下今市間部分開通と同時に開業[1][16]。
  - 10月1日 - 日光線全線開通[1][17]。
  - 10月22日 - 下野電気鉄道藤原線が起点駅を新今市駅から当駅へ移転[1]。
- 1943年（昭和18年）5月1日 - 東武鉄道が下野電気鉄道を吸収合併。同社藤原線は東武鬼怒川線となる[1]。
- 2012年（平成24年）3月17日 - 駅ナンバリング導入。当駅は「TN 23」と付番される[2]。
- 2014年（平成26年）12月23日 - 跨線橋を新設し、エレベーターが供用開始。従来の跨線橋を閉鎖。
- 2017年（平成29年）
  - 5月2日 - 下今市機関区を開設[18]。
  - 7月23日 - 駅舎改修工事完成、およびSL展示館・転車台広場開設[15]。
  - 10月27日 - 旧跨線橋が「東武鉄道下今市駅旧跨線橋」として国の登録有形文化財（建造物）に登録される。
- 2018年（平成30年）4月27日 - 「旧跨線橋レトロギャラリー」を開設[19]。

## 駅構造
島式ホーム2面4線を有する地上駅。駅舎は線路の南側にあり、ホームとは跨線橋により連絡している。駅舎改修に際して、1929年（昭和4年）の開設当初より存在する上今市・大谷向方の旧跨線橋に代えて、駅舎・ホーム中程と駅構内北側の蒸気機関車関連施設を結ぶエレベーター併設の新たな跨線橋を新設した。なお旧跨線橋は一旦閉鎖されたが、開通当時の景観を今に伝える構造物であることから2017年（平成29年）10月に「東武鉄道下今市駅旧跨線橋」として国の登録有形文化財に登録され、改修の上で2018年（平成30年）4月27日より時間を限って再開放されている。
改修後の駅舎は前述の通り昭和レトロ調の建物に刷新された。駅舎入口に設置された駅名標は「驛市今下」と右書きかつ旧字体で表記され、外観のみならず内装もレトロ調で統一し、改札口に隣接する待合室スペースには戦前・戦後のレトロなポスターを多数展示している。
東武日光駅管区傘下の駅長配置駅で、下小代駅・明神駅を管理する。

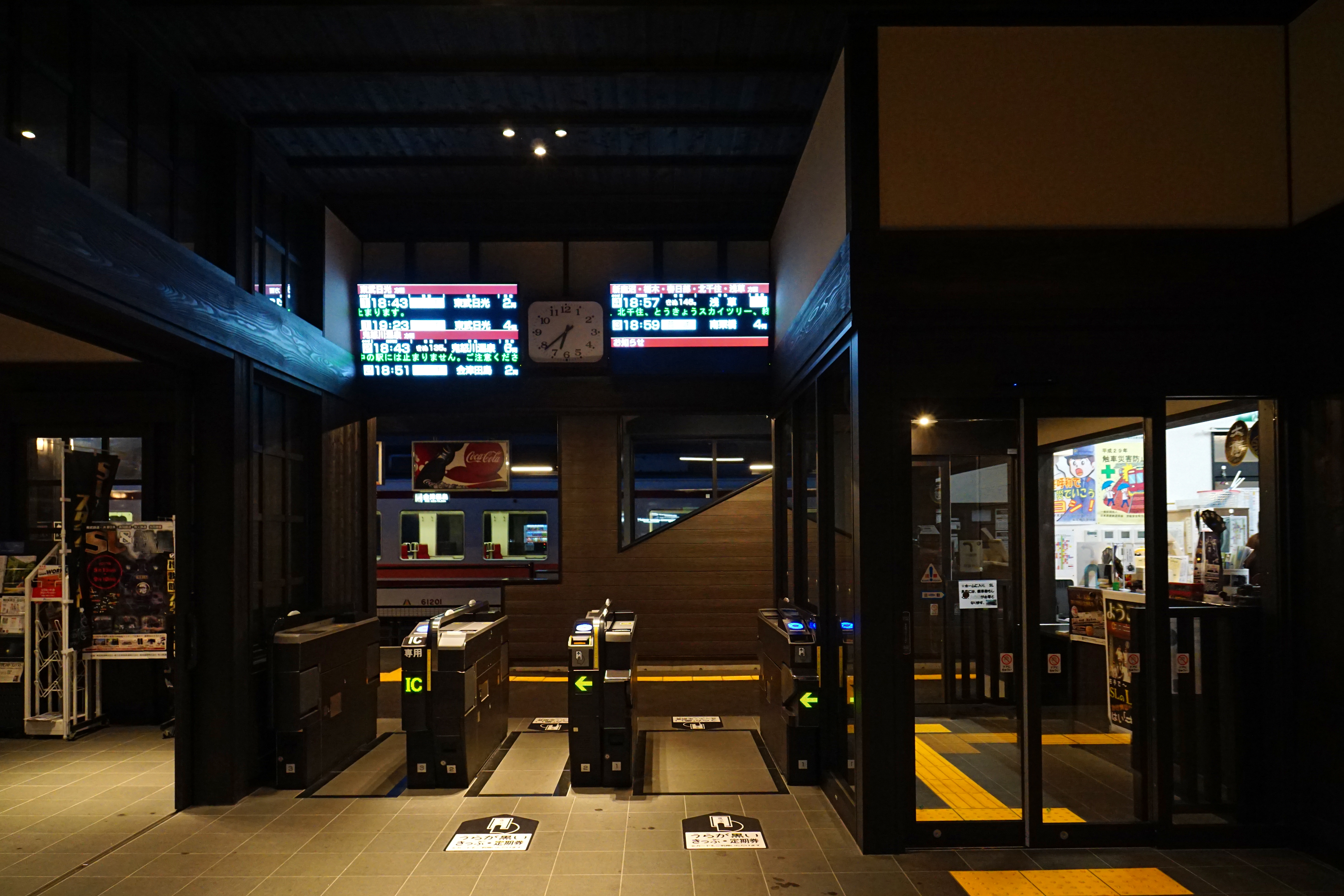
改札口
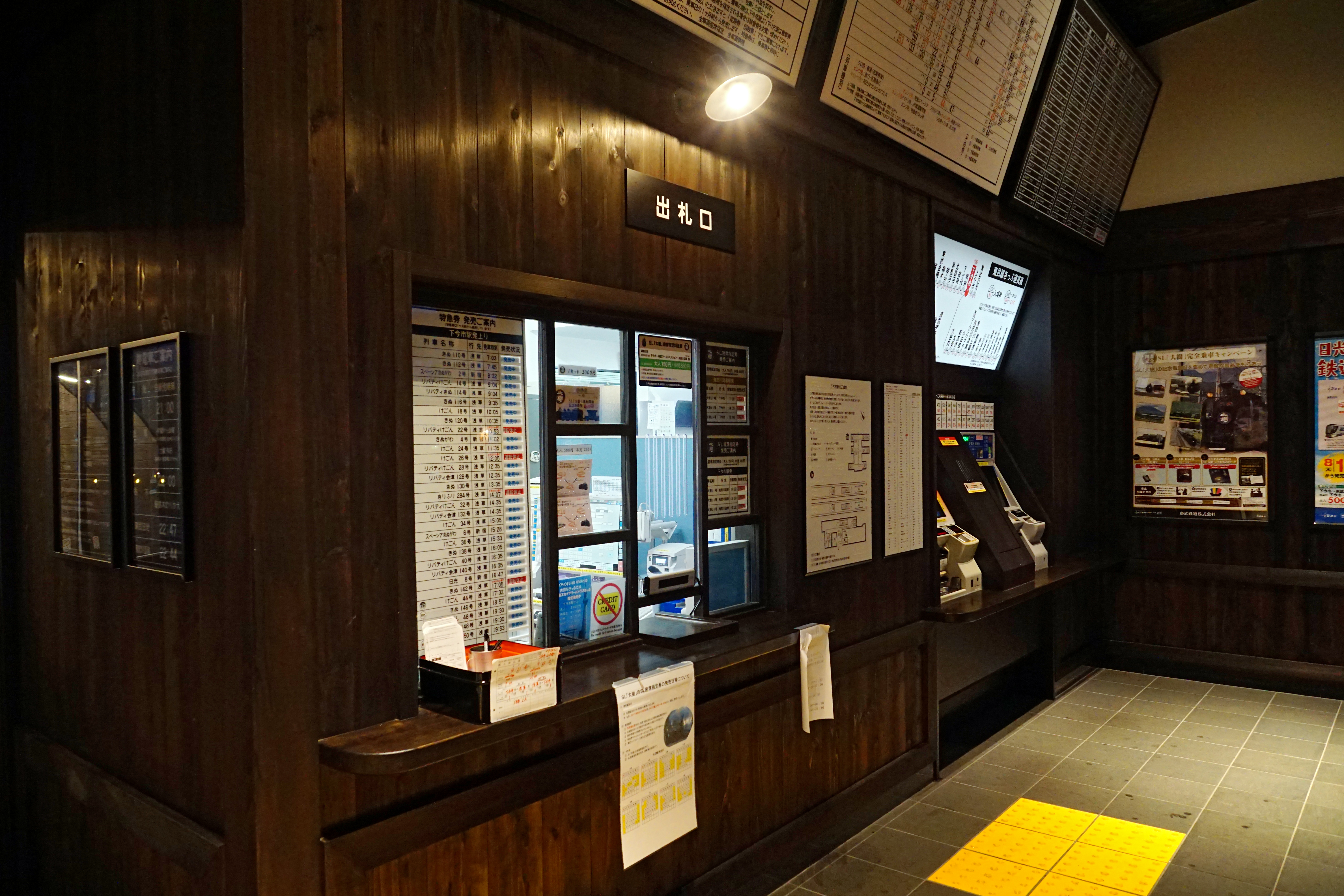
切符売り場
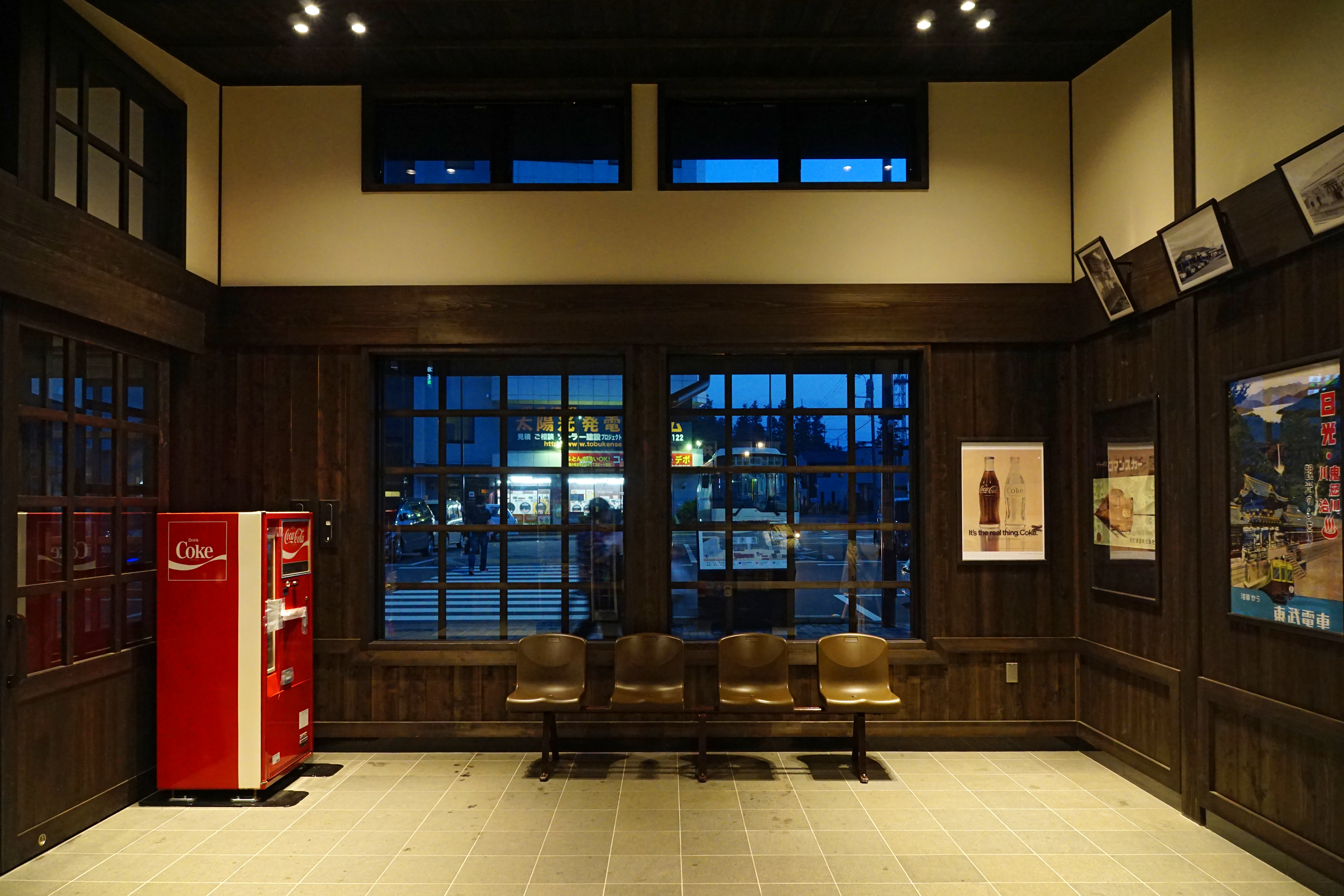
待合室
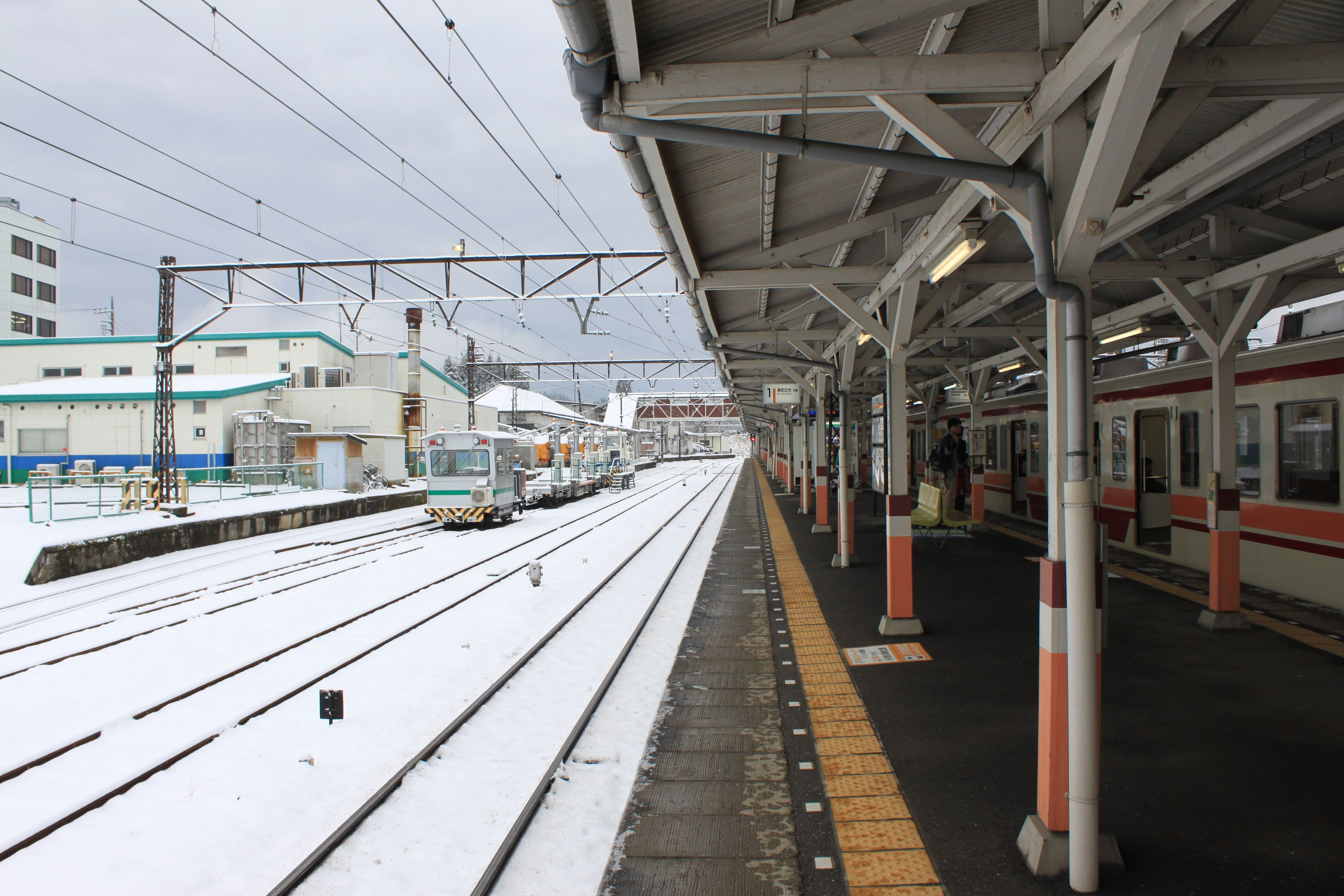
ホーム
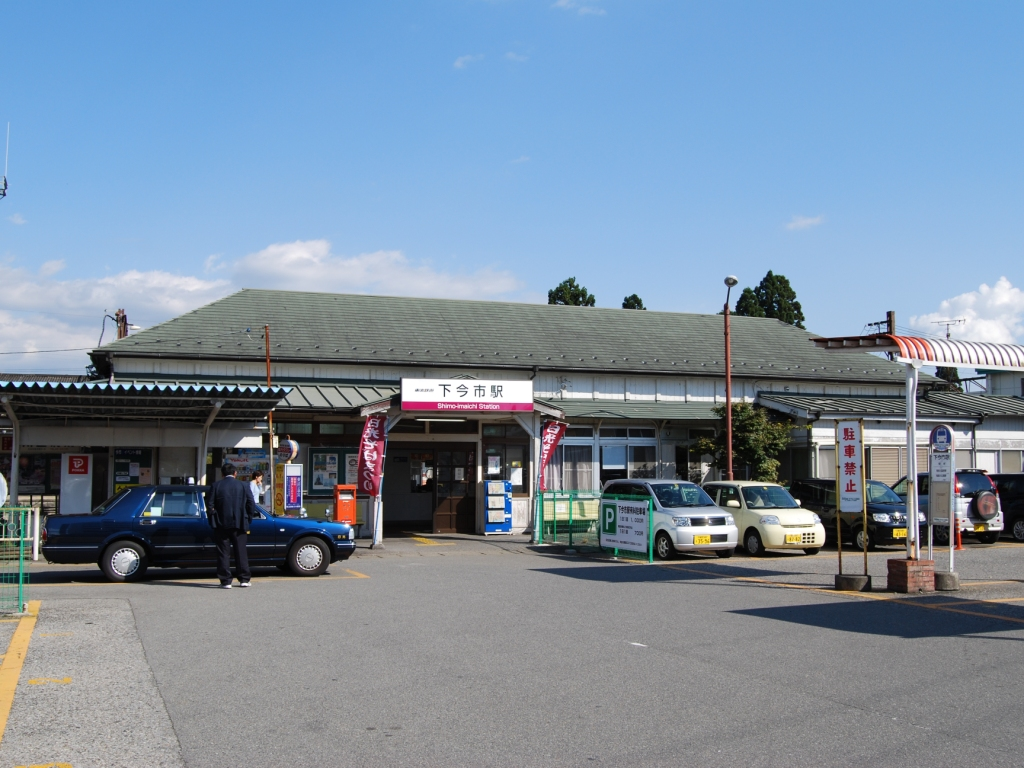
改修前の駅舎（2008年）

### のりば
1番線を日光線下り列車が、2番線を鬼怒川線（一部日光線）下り列車が、3・4番線を日光線上り列車と当駅で東武日光方面 - 鬼怒川線方面を折り返す下り列車が、それぞれ使用する。
| 番線     | 路線                                                              | 方向 | 行先                                                                                             | 備考                       |
| -------- | ----------------------------------------------------------------- | ---- | ------------------------------------------------------------------------------------------------ | -------------------------- |
| 1        | 日光線                                                            | 下り | 東武日光方面                                                                                     |                            |
| 2        | 日光線                                                            | 下り | 東武日光方面                                                                                     |                            |
| 鬼怒川線 | 鬼怒川温泉・■野岩鉄道線 会津高原尾瀬口・ ■会津鉄道線 会津田島方面 | 下り |                                                                                                  |                            |
| 3・4     | 日光線                                                            | 上り | 新栃木・東武動物公園・ 東武スカイツリーライン 北千住・とうきょうスカイツリー・浅草・ ■JR新宿方面 |                            |
| 3・4     | 日光線                                                            | 下り | 東武日光方面                                                                                     | 鬼怒川線からの折り返しのみ |
| 3・4     | 鬼怒川線                                                          | 下り | 鬼怒川温泉・■野岩鉄道線 会津高原尾瀬口・ ■会津鉄道線 会津田島・■JR会津若松方面                   | 東武日光からの折り返しのみ |

- 路線名は旅客案内上の名称（「東武スカイツリーライン」は愛称）にて表記。
- 新栃木寄りに渡り線があり、当駅発着列車はこれを用いて折り返す。

### SL大樹関連施設
SL大樹運転開始に先立つ2017年（平成29年）5月に、蒸気機関車と後部補機のディーゼル機関車が配置される下今市機関区（下今市SL機関庫）が開設された。赤レンガ風の外観を有する機関庫と西日本旅客鉄道（JR西日本）より譲渡された転車台を備え、日常の運転整備を行う施設として位置付けられている。また、同年7月23日には検修施設の見学スペースである「転車台広場」と資料展示施設「SL展示館」が、それぞれ開設された。

## 駅弁
当駅は観光地の駅とは言い難いものの日光・鬼怒川温泉方面観光輸送の拠点駅であり、乗り換え客や停車中の列車の乗客を主なターゲットにした駅弁販売が昔から行われている。2015年（平成27年）まではホーム上にて立ち売り販売が行われており、末期には関東地方最後とあって名物となっていた。
主な駅弁は下記の通り。

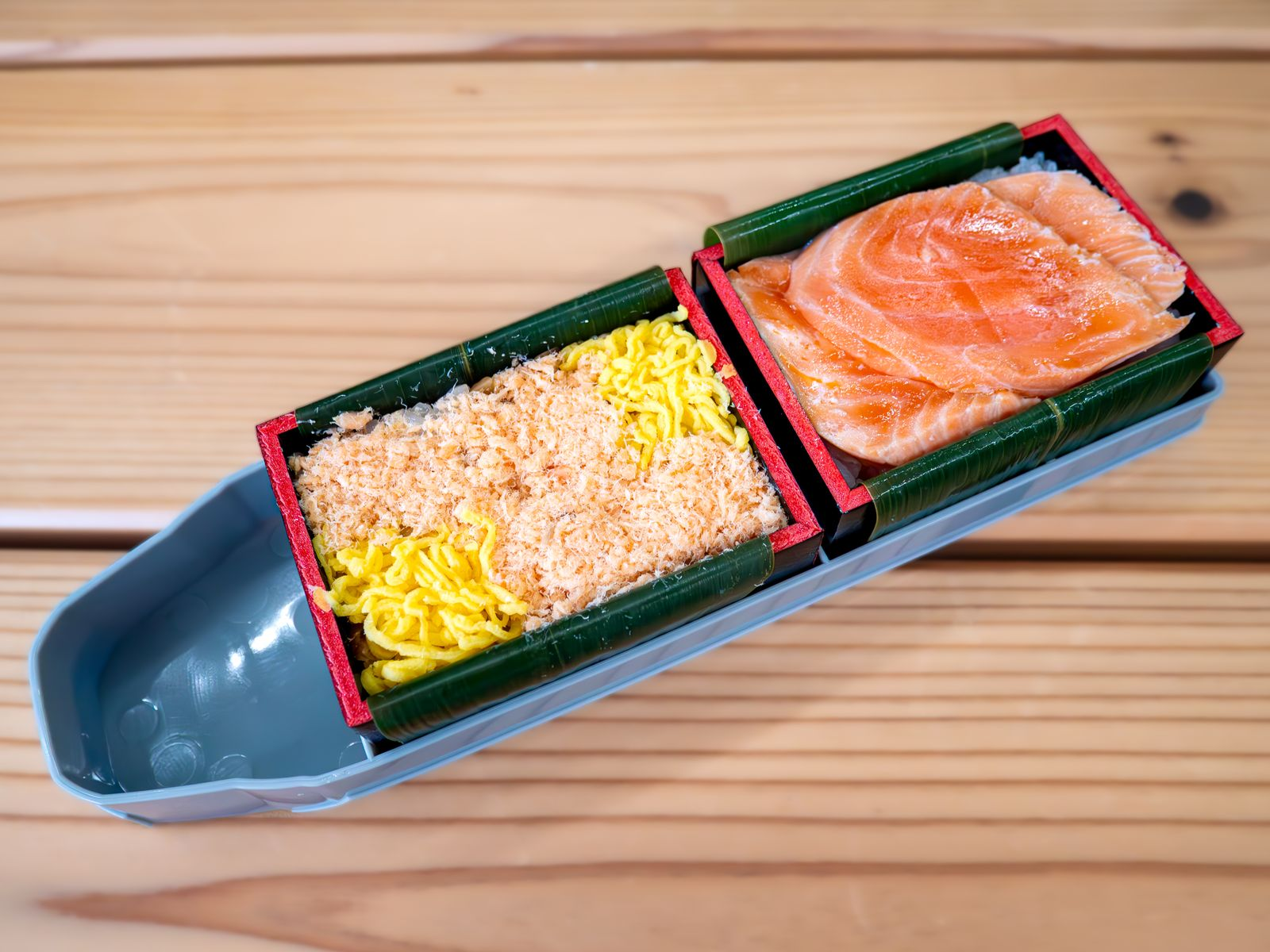
スペーシア X 日光埋蔵金弁当
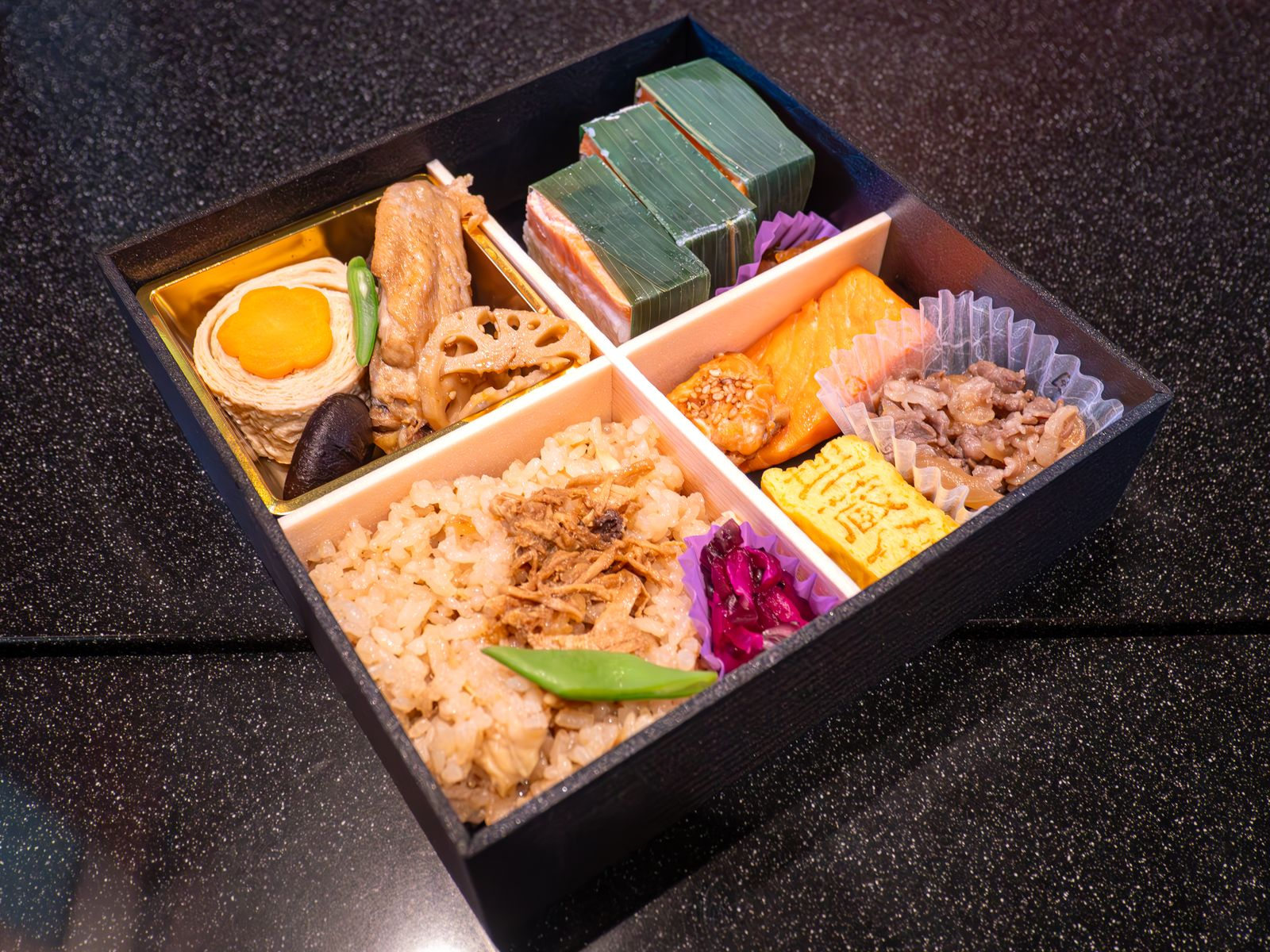
初代日光埋蔵金弁当
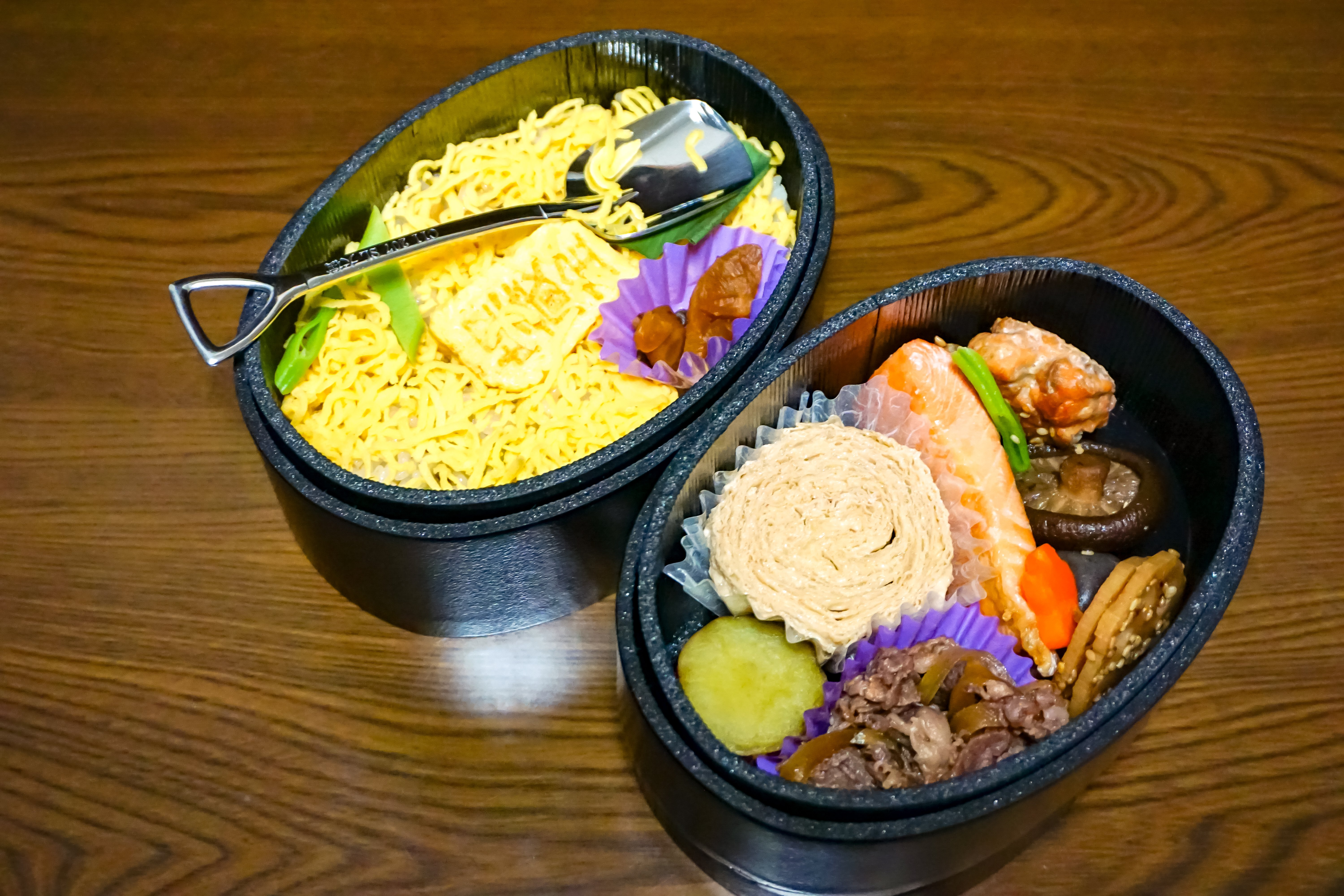
SL大樹 日光埋蔵金弁当
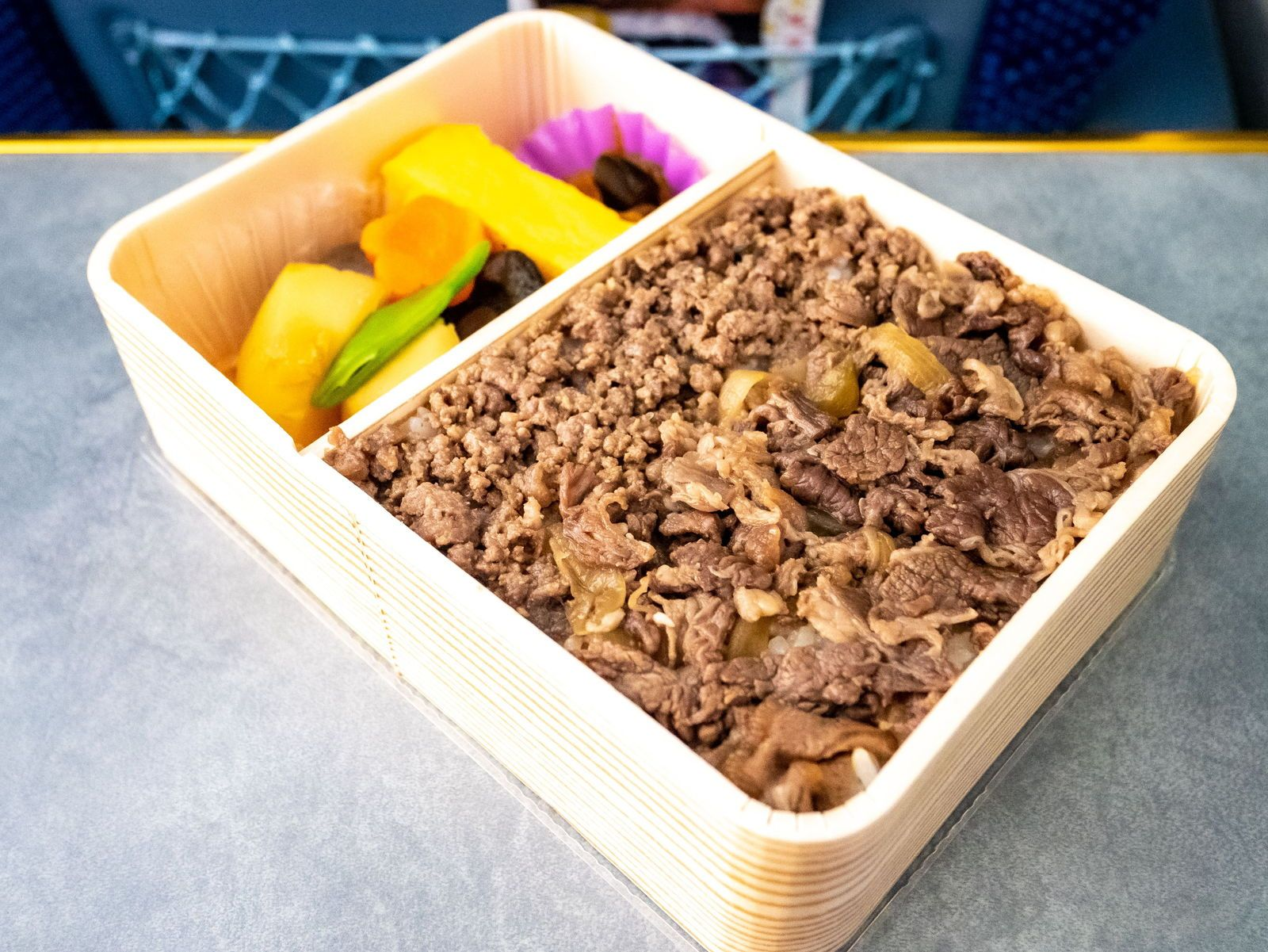
日光高原牛弁当けっこうづくめ
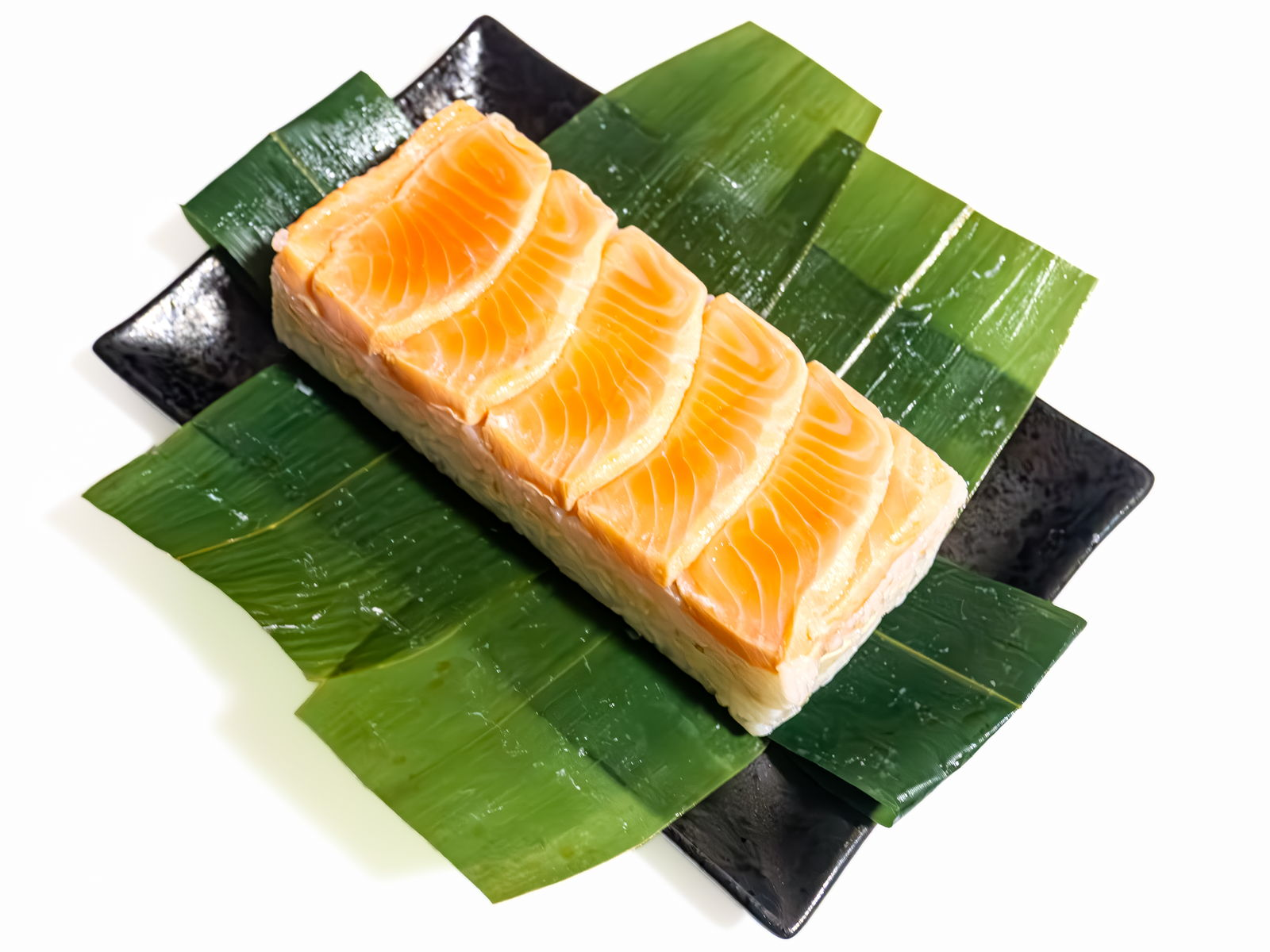
日光鱒寿し
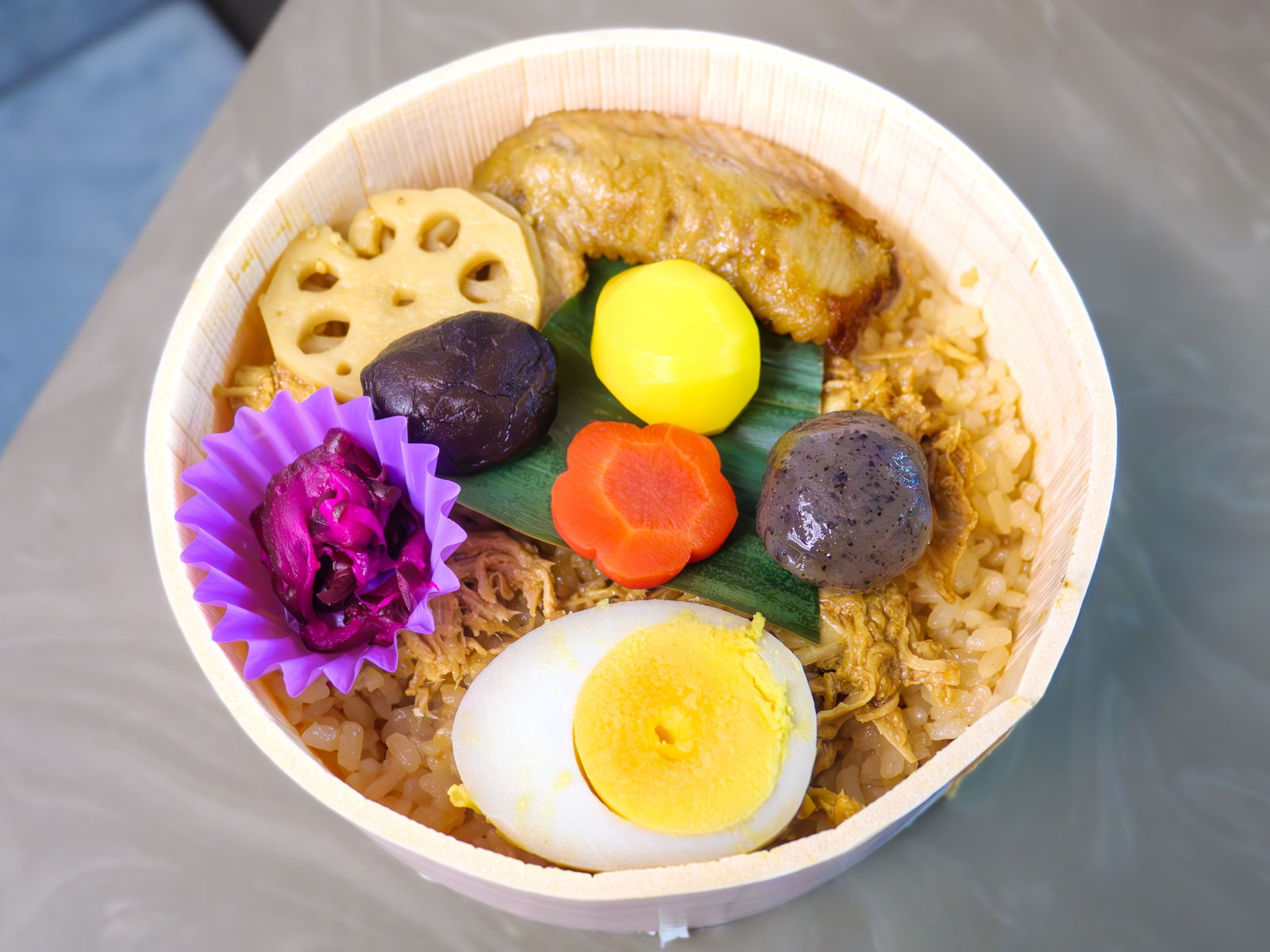
鶏わっぱ
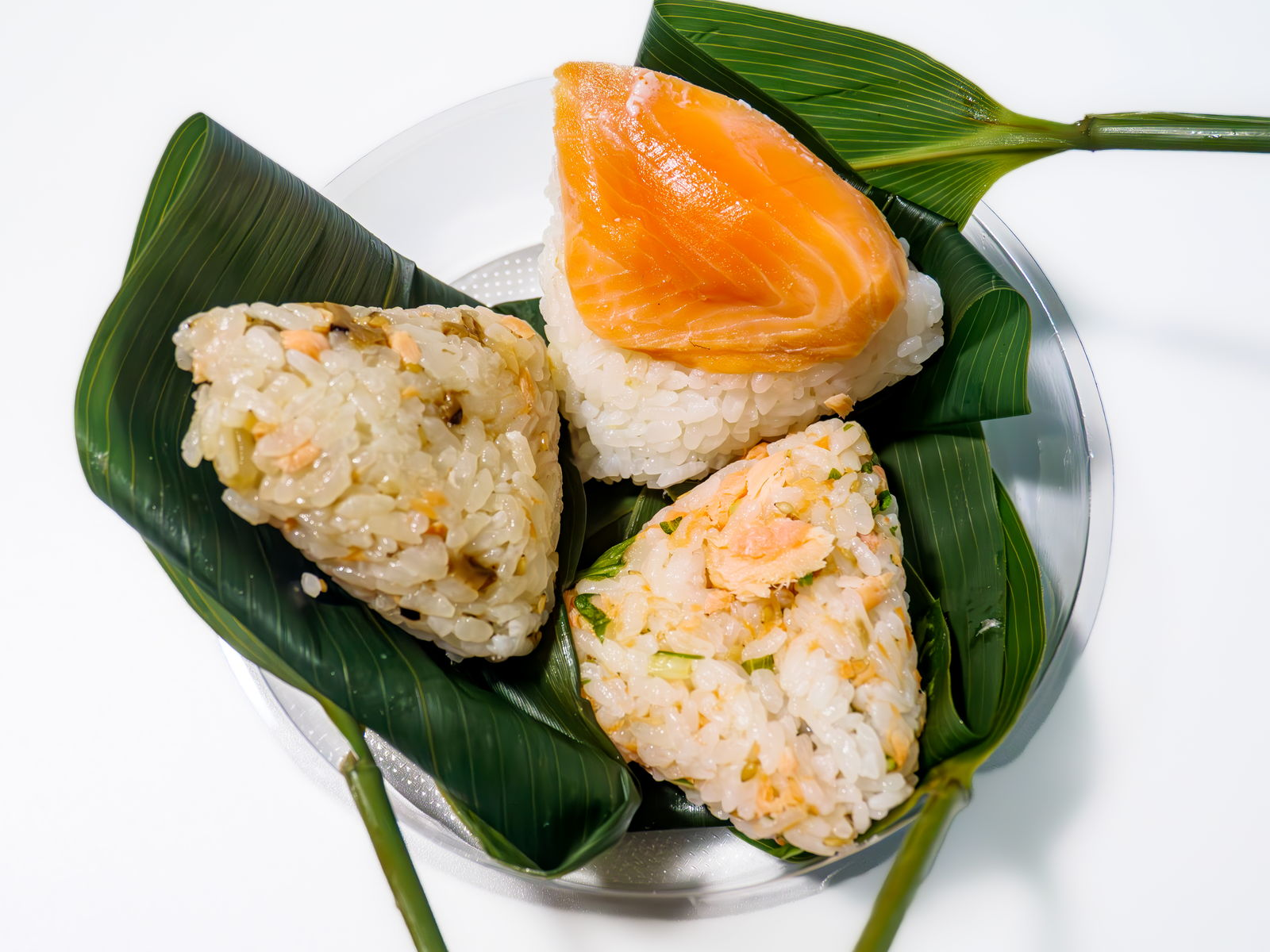
ささむすび
- 日光七福いなり

- スペーシア X 日光埋蔵金弁当
- 初代日光埋蔵金弁当
- SL大樹日光埋蔵金弁当
- 日光高原牛弁当けっこうづくめ
- 日光鱒寿し
- 鶏わっぱ
- ささむすび

## 利用状況
2024年度の一日平均乗降人員は2,346人である。
近年の1日平均乗降人員および乗車人員の推移は下記の通り。
| 年度               | 一日平均 乗降人員 | 一日平均 乗車人員 | 出典                     |
| ------------------ | ----------------- | ----------------- | ------------------------ |
| 1998年（平成10年） | 3,680             |                   |                          |
| 1999年（平成11年） | 3,474             |                   |                          |
| 2000年（平成12年） | 3,356             |                   |                          |
| 2001年（平成13年） | 3,184             |                   | [ 東武 3 ]               |
| 2002年（平成14年） | 2,991             |                   | [ 東武 4 ]               |
| 2003年（平成15年） | 2,933             |                   | [ 東武 5 ]               |
| 2004年（平成16年） | 2,775             |                   | [ 東武 6 ]               |
| 2005年（平成17年） | 2,794             |                   | [ 東武 7 ]               |
| 2006年（平成18年） | 2,686             |                   | [ 東武 8 ]               |
| 2007年（平成19年） | 2,589             |                   | [ 東武 9 ]               |
| 2008年（平成20年） | 2,560             |                   | [ 東武 10 ]              |
| 2009年（平成21年） | 2,559             |                   | [ 東武 11 ]              |
| 2010年（平成22年） | 2,494             |                   | [ 東武 12 ]              |
| 2011年（平成23年） | 2,442             |                   | [ 東武 13 ]              |
| 2012年（平成24年） | 2,523             |                   | [ 東武 14 ]              |
| 2013年（平成25年） | 2,526             | 1,255             | [ 東武 15 ] [ 県統計 2 ] |
| 2014年（平成26年） | 2,420             | 1,198             | [ 東武 16 ] [ 県統計 3 ] |
| 2015年（平成27年） | 2,381             | 1,179             | [ 東武 17 ] [ 県統計 4 ] |
| 2016年（平成28年） | 2,314             | 1,183             | [ 東武 18 ] [ 県統計 5 ] |
| 2017年（平成29年） | 2,504             | 1,276             | [ 東武 19 ] [ 県統計 6 ] |
| 2018年（平成30年） | 2,524             | 1,286             | [ 東武 20 ] [ 県統計 7 ] |
| 2019年（令和元年） | 2,436             |                   | [ 東武 21 ]              |
| 2020年（令和02年） | 1,768             |                   | [ 東武 22 ]              |
| 2021年（令和03年） | 1,948             | 995               | [ 東武 23 ]              |
| 2022年（令和04年） | 2,076             | 1,062             | [ 東武 24 ]              |
| 2023年（令和05年） | 2,206             | 1,127             | [ 東武 25 ]              |
| 2024年（令和06年） | 2,346             | 1,204             | [ 東武 1 ]               |

2008〜2012年の5か年の路線別乗車人員の推移は、下記の通り。
| 年度               | 日光線 | 鬼怒川線 | 出典          |
| ------------------ | ------ | -------- | ------------- |
| 2008年（平成20年） | 1,027  | 300      | [ 県統計 8 ]  |
| 2009年（平成21年） | 1,020  | 306      | [ 県統計 9 ]  |
| 2010年（平成22年） | 1,006  | 270      | [ 県統計 10 ] |
| 2011年（平成23年） | 990    | 239      | [ 県統計 11 ] |
| 2012年（平成24年） | 1,021  | 228      | [ 県統計 12 ] |

## 駅周辺
当駅は旧・今市市市域の中心部に位置することもあり、日光市役所本庁（旧・今市市役所）・日光市立今市図書館・今市郵便局など、主要施設が駅近辺に点在している。その他、日光杉並木や二宮尊徳の墓所である今市報徳二宮神社など史跡も各所に存在する。
今市地区の中心街には複合商業施設「日光ランドマーク」（2021年4月1日オープン）が建つ。地上4階建てで、屋上には直径25 m・16台のゴンドラを備える観覧車がある。
なお、東日本旅客鉄道（JR東日本）日光線の今市駅は当駅より南西方向に約700 m離れた位置に立地する（連絡運輸の設定はない）。

## バス路線
下今市駅
- 日光交通
  - 鬼怒川線[バス 1]：鬼怒川温泉駅 / イオン今市 / 獨協医大日光医療センター
- 日光市営バス（日光交通に運行委託[バス 2]）
  - 下今市線[バス 2]：JR日光駅
- 東北急行バス
  - 高速「東京 - 日光・鬼怒川線」[バス 3]：鬼怒川温泉駅 ※降車専用[バス 3]

東武下今市駅
- 日光市営バス（関東自動車に運行委託）
  - 小百線[バス 4]：穴沢 / 日光市役所前
  - 大渡線[バス 5]：大渡 / 日光市役所前
  - 温泉線[バス 6]：温泉保養センター / 日光市役所前
  - 下野大沢線[バス 7]：JR下野大沢駅 / 今市車庫

東武下今市駅入口
- 日光市営バス（関東自動車に運行委託）
  - 下小林線[バス 8]：下小林 / 今市車庫

## 隣の駅
東武鉄道
 日光線
- ■特急「スペーシアX」・■特急「けごん」・■特急「リバティけごん」・■JR線直通特急「スペーシア日光」・■「SL大樹ふたら」停車駅（71号は当駅始発）

■急行
新鹿沼駅 (TN 18) - 下今市駅 (TN 23) - 東武日光駅 (TN 25)
■普通
明神駅 (TN 22) - 下今市駅 (TN 23) - 上今市駅 (TN 24)
 鬼怒川線
- ■特急「スペーシアX」・■特急「きぬ」・■特急「リバティきぬ」「リバティ会津」・■JR線直通特急「きぬがわ」停車駅、■「SL大樹」発着駅

■普通
（日光線 東武日光・新栃木方面） - 下今市駅 (TN 23) - 大谷向駅 (TN 51)